# Трофимов Юрій Миколайович
Юрій Миколайович Трофимов (26 липня 1931, місто В'язники Івановської промислової області РРФСР, тепер Владимирської області, Російська Федерація — 28 березня 1989, місто Актюбінськ, тепер Актобе, Республіка Казахстан) — радянський діяч, секретар ЦК КП Казахстану, 1-й секретар Актюбинського обласного комітету КП Казахстану. Член ЦК КПРС у 1986—1989 роках. Депутат Верховної Ради СРСР 11-го скликання.

## Життєпис
Народився в робітничій родині.
У 1954 році закінчив Московський зоотехнічний інститут конярства.
З 1954 року — дільничний зоотехнік, головний зоотехнік, директор машинно-тракторної станції Городецького району Горьковської області; начальник Городецької районної інспекції по сільському господарству — заступник голови виконавчого комітету Городецької районної ради депутатів трудящих Горьковської області. 
Член КПРС з 1956 року.
У 1962 році закінчив Вищу партійну школу при ЦК КПРС.
У 1962—1966 роках — 1-й секретар Вишневського районного комітету КП Казахстану Целіноградського краю; секретар партійного комітету Целіноградського виробничого управління; 1-й секретар Целіноградського районного комітету КП Казахстану Целіноградської області.
У 1966—1970 роках — 1-й заступник голови виконавчого комітету Целіноградської обласної ради депутатів трудящих Казахської РСР.
У листопаді 1970 — січні 1979 року — голова виконавчого комітету Тургайської обласної ради депутатів трудящих Казахської РСР.
18 грудня 1978 — 27 березня 1985 року — секретар ЦК КП Казахстану.
22 січня 1985 — 28 березня 1989 року — 1-й секретар Актюбинського обласного комітету КП Казахстану.
Раптово помер 28 березня 1989 року в місті Актюбінську.

## Нагороди
- орден Леніна
- орден Жовтневої Революції
- чотири ордени Трудового Червоного Прапора
- медалі